# Gyula Kovács
Gyula Kovács, madžarski feldmaršal, * 1893, † 1963.